# أحمد أويحيى (فقيه)
أحمد أويحي أو أحمد بن يحي أومالو هو رجل دين جزائري من منطقة القبائل في الجزائر بشمال أفريقيا.

## النشأة
قام الإمام الفقيه الصوفي سيدي أحمد بن يحي أومالو بتأسيس زاوية سيدي أحمد أويحي خلال بداية القرن الثامن الهجري في سنة 1302م الموافق لعام 722هـ في بلدية أمالو ضمن دائرة صدوق في منطقة القبائل وعروش زواوة.
ومكان تأسيس الزاوية يقع حاليا في «لَوْظَانْ تْقُرَّابَثْ» (بالطاء أو الظاء)، كما حققه الباحث أرزقي العربي أبرباش ونشره عام 2006م.
وهي لا تبعد عن وادي الصومام إلا بحوالي أربعة كيلومترات مشيا على الأقدام وأقل من ذلك بالطريق المعبد، وحوالي ستة كيلومترات من الطريق الوطني رقم 26 الرابط بين مدينة بجاية ومدينة البويرة نحومدينة جزائر بني مزغنة، وذلك غرب وادي الصومام، إذ تقع الزاوية في الجهة الشرقية لوادي الصومام.
وكان قد درس من قبل في زاوية سيدي يحي العيدلي في قرية آيث عيدل قرب ثمقرة.
وحينما أسس سيدي أحمد أويحي زاويته بقرية أمالو في القرن الرابع عشر الميلادي، جاء العالم أحمد بن محمد بن أغربي البجائي بعد عشرين سنة خلال عام 1322م ليثبت تاريخ هذا التأسيس من خلال تحرير وثيقة أصلية أثبت صحتها اثنا عشر عالما مذكورون بالاسم واللقب، والتي اكتشفها ونقلها الباحث أرزقي العربي أبرباش.
وكانت عائلة سيدي أحمد أويحي قد تنقلت في عدة أماكن بمنطقة القبائل، قبل أن تستقر في قرية أمالو، قبل أن يُكمل سيدي أحمد أويحي دراسته بمدينة بجاية.
وكانت بداية الزاوية بتأسيس الشيخ سيدي أحمد أويحي لمسجد خصص للعبادة وتحفيظ القرآن، وفي مرحلة لاحقة تم تأسيس ثيمعمرث (الزاوية) التي استقطبت الطلبة من عدة نواح، كانوا يخضعون لنظامها الداخلي الصارم، على غرار زوايا (ثيمعمرين) منطقة عروش زواوة.

### مواضيع ذات صلة
- زاوية سيدي أحمد بن يحي أومالو
- قائمة أعلام الجزائريين
- أمازيغ
- زواوة
- منطقة القبائل
- عروش زواوة
- سيدي عبد الرحمان الثعالبي
- مسجد سيدي إبراهيم البحري
- سيدي أمحمد بن عبد الرحمان بوقبرين